# Andvakiidae
Andvakiidae is een familie uit de orde van de zeeanemonen (Actiniaria). De familie is voor het eerst wetenschappelijk beschreven door Danielssen in 1890. De familie omvat 3 geslachten en 6 soorten.

## Geslachten
- Andvakia Danielssen, 1890
- Ilyactis
- Synandwakia